# Coryphopterus alloides
Coryphopterus alloides es una especie de peces de la familia de los Gobiidae en el orden de los Perciformes.

## Morfología
Los machos pueden llegar a alcanzar los 4 cm de longitud total.

## Distribución geográfica
Se encuentra al sur de Florida, las Bahamas y Belice.

## Observaciones
Es inofensivo para los humanos.